# LSV Boelcke Prossnitz
LSV Boelcke Prossnitz (celým názvem: Luftwaffen-Sportverein Boelcke Prossnitz) byl německý vojenský fotbalový klub, který sídlil ve městě Prossnitz v Protektorátu Čechy a Morava. Klub patřil pod letecké jednotky Luftwaffe. Pojmenován byl podle Oswalda Boelckeho, německého stíhacího pilota za první světové války. Zanikl v roce 1945 po postupném ústupu německých vojsk z území města.
Největším úspěchem klubu byla celkem tříletá účast v Gaulize Sudetenland a Gaulize Böhmen-Mähren, jedné ze skupin tehdejší nejvyšší fotbalové soutěže na území Německa.

## Umístění v jednotlivých sezonách
Stručný přehled
Zdroj: 
- 1941–1943: Gauliga Sudetenland Ost
- 1943–1944: Gauliga Böhmen-Mähren/Mähren

Jednotlivé ročníky
Zdroj: 
Legenda: Z - zápasy, V - výhry, R - remízy, P - porážky, VG - vstřelené góly, OG - obdržené góly, +/- - rozdíl skóre, B - body, červené podbarvení - sestup, zelené podbarvení - postup, fialové podbarvení - reorganizace, změna skupiny či soutěže
| Velkoněmecká říše (1941 – 1944) |                              |        |                                                             |                                                             |                                                             |                                                             |                                                             |                                                             |                                                             |                                                             |        |
| Sezóny                          | Liga                         | Úroveň | Z                                                           | V                                                           | R                                                           | P                                                           | VG                                                          | OG                                                          | +/-                                                         | B                                                           | Pozice |
| 1941/42                         | Gauliga Sudetenland Ost      | 1      | 10                                                          | 1                                                           | 0                                                           | 9                                                           | 17                                                          | 53                                                          | -36                                                         | 2                                                           | 6.     |
| 1942/43                         | Gauliga Sudetenland Ost      | 1      | Klub se odhlásil v průběhu sezóny, výsledky byly anulovány. | Klub se odhlásil v průběhu sezóny, výsledky byly anulovány. | Klub se odhlásil v průběhu sezóny, výsledky byly anulovány. | Klub se odhlásil v průběhu sezóny, výsledky byly anulovány. | Klub se odhlásil v průběhu sezóny, výsledky byly anulovány. | Klub se odhlásil v průběhu sezóny, výsledky byly anulovány. | Klub se odhlásil v průběhu sezóny, výsledky byly anulovány. | Klub se odhlásil v průběhu sezóny, výsledky byly anulovány. | 6.     |
| 1943/44                         | Gauliga Böhmen-Mähren/Mähren | 1      | ...                                                         | ...                                                         | ...                                                         | ...                                                         | ...                                                         | ...                                                         | ...                                                         | ...                                                         | 5.     |